# Alfred Olek
Alfred Tomasz Olek (Świętochłowice, 1940. július 23. – 2007. március 10.) válogatott lengyel labdarúgó, középpályás.

## Pályafutása

### Klubcsapatban
1956 és 1964 között a Czarni Chropaczow, 1964–65-ben a GKS Swietochlowice, 1965 és 1971 között a Górnik Zabrze labdarúgója volt. A Górnikkal három bajnoki címet és négy lengyelkupa-győzelmet ért el. Tagja volt az 1969–70-es idényben KEK-döntős csapatnak. 1971 és 1973 között a skót Hamilton Academical, 1973 és 1977 között a Concordia Knurów, 1977 és 1979 között az LZS Gieraltowice csapatában szerepelt.

### A válogatottban
1970-ben egy alkalommal szerepelt a lengyel válogatottban.

## Sikerei, díjai
Górnik Zabrze
- Lengyel bajnokság
  - bajnok (3): 1965–66, 1966–67, 1970–71
- Lengyel kupa
  - győztes (4): 1968, 1969, 1970, 1971
- Kupagyőztesek Európa-kupája (KEK)
  - döntős: 1969–70

## Statisztika

### Mérkőzése a lengyel válogatottban
| Lengyelország | Lengyelország  | Lengyelország              | Lengyelország | Lengyelország | Lengyelország | Lengyelország | Lengyelország | Lengyelország |
| #             | Dátum          | Helyszín                   | Hazai         | Eredmény      | Vendég        | Kiírás        | Gólok         | Esemény       |
| ------------- | -------------- | -------------------------- | ------------- | ------------- | ------------- | ------------- | ------------- | ------------- |
| 1.            | 1970. május 6. | Poznań, Július 22. Stadion | Lengyelország | 2 – 1         | Írország      | barátságos    | -             | 46'           |
|               | Összesen       |                            |               | 1             | mérkőzés      |               | 0             | gól           |